# Escudo de Hungría
El escudo de Hungría es el tradicionalmente llamado “pequeño blasón de Hungría” y, tras haber sido suprimido desde 1949, fue recuperado por el Parlamento húngaro en julio de 1990.
El escudo es partido: 1º fajado de ocho piezas de gules y plata; 2º, de gules, un monte de tres peñas de sinople moviente de la punta sumada de un coronel de oro del cual sale una cruz patriarcal de plata. Al timbre corona del rey San Esteban.

### Otras versiones
El escudo de armas puede ser utilizado en varias versiones históricas:

Versión del escudo con ángeles como soportes usada entre 1896 y 1915.
Versión del escudo con laureles usada entre 1896 y 1915.

## Escudos históricos
El escudo actual responde a la unión de dos escudos que caracterizaban a la Casa de Árpad y a los siguientes reyes de Hungría. El blasón izquierdo refleja el escudo de la dinastía del primer Gran Príncipe húngaro Árpád. Por otra parte, en el blasón derecho aparece la cruz doble apostólica entregada a San Esteban I de Hungría en el año 1000 por el papa Silvestre II, aunque historiadores actuales han llegado a la conclusión de que el rey Esteban I usó esta cruz por la influencia bizantina, debido a que él creció en la corte de Constantinopla. Esta cruz descansa sobre una corona apoyada en las tres principales montañas húngaras (Tátra, Mátra y Fátra). A través de los siglos ambos símbolos se unieron hasta formar el escudo actual, sobre el cual se encuentra la Santa Corona Húngara.

Escudo de la Casa de Árpád (siglo xiii)
Escudo del Reino de Hungría (siglo xiii)
Escudo del rey Emérico (siglos xiii-xiv)
Escudo del rey Andrés III
Escudo de la dinastía Angevina (siglo xiv)
Escudo del rey Matías Corvino
Escudo del rey Luis II
Escudo del Reino de Hungría (siglo xix)
Escudo del Reino de Hungría usado durante la Revolución húngara (1848-1849)
Escudo del Reino de Hungría (1848-1849, 1867-1869). Usado durante la Revolución húngara de 1848 y posteriormente usado por Hungría tras el Compromiso austrohúngaro.
Escudo del Reino de Hungría (1869-1919)
Escudo de la República Popular de Hungría (1918-1919, 1919-1920)
Escudo de la República Soviética Húngara (1919)
Escudo del Reino de Hungría (1920-1944)
Escudo del Estado Húngaro (1944-1945)
Escudo de la Segunda República Húngara (1946-1949 y 1956-1957)
Escudo de la República Popular de Hungría (1949-1956)
Escudo de la República Popular de Hungría (1957-1990)